# 9K120 Ataka

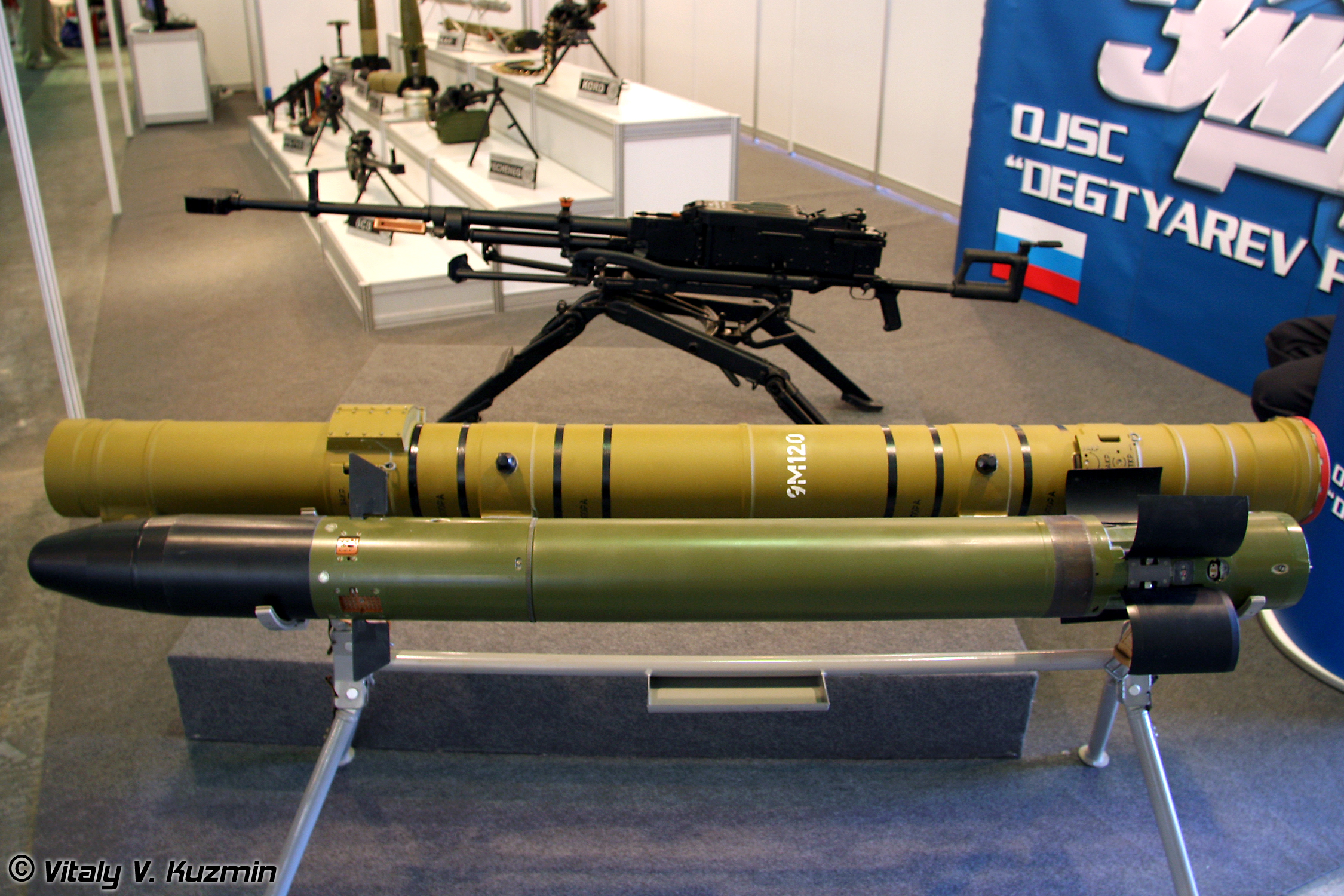
9M120

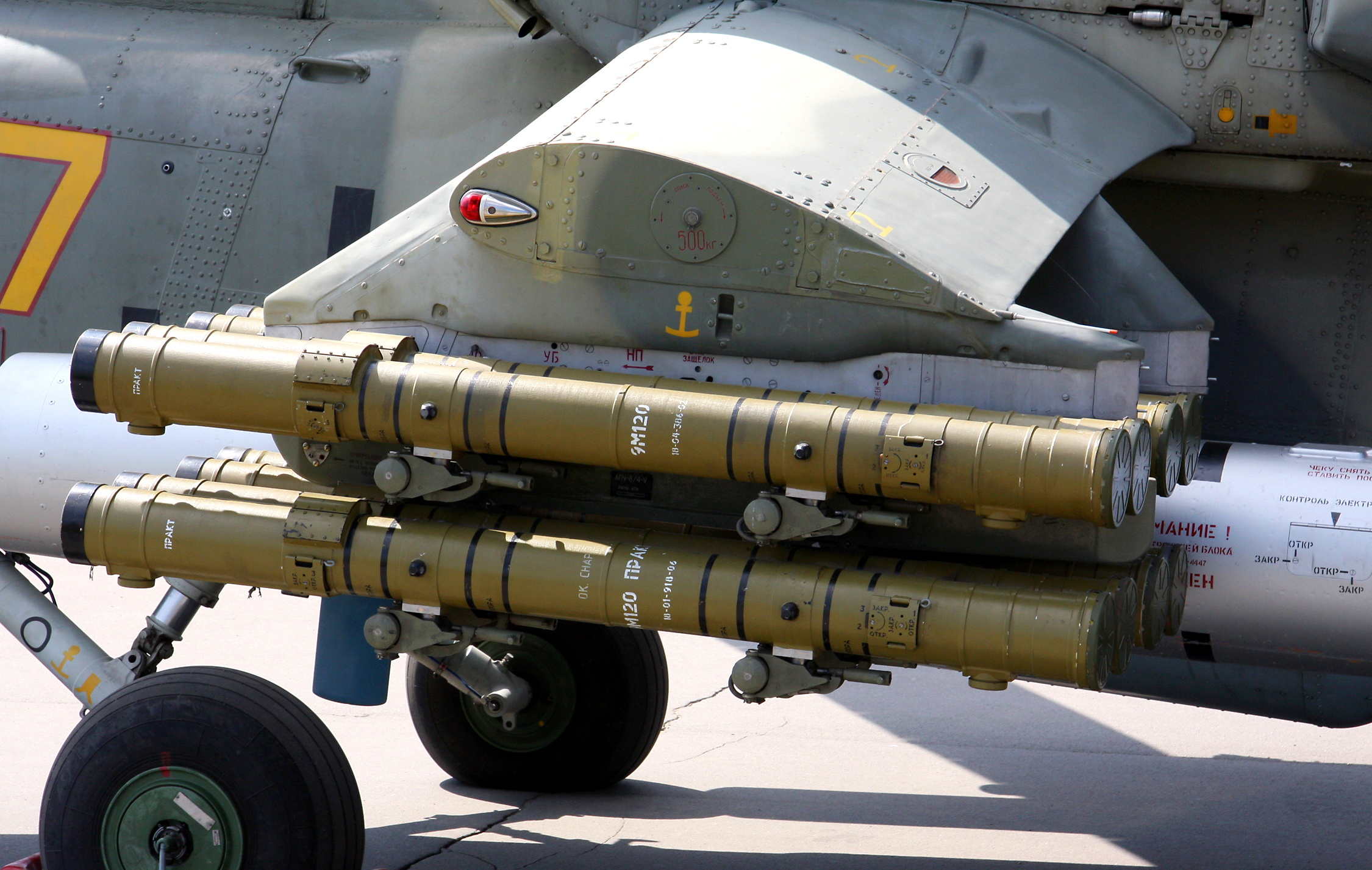
Střely Ataka na vrtulníku Mi-28

9M120 Ataka (česky útok, v kódu NATO AT-9 Spiral-2) je sovětská, resp. ruská protitanková řízená střela. Jedná se o protitankový raketový komplet dlouhého dosahu s poloautomatickým systémem dálkového navedení (SACLOS) a rádiovým přenosem řídících povelů.
Nosičem mohou být bojové vrtulníky Mi-24VM, Mi-35, Mi-28N, Ka-29, Ka-52. Raketový komplet Ataka tvoří rovněž výzbroj vozidla 9P149, což je modifikovaný obrněný transportér MT-LB.

## Vývoj
Komplet byl vyvinutý v konstrukční kanceláři KBM a do výzbroje ruské armády zaveden počátkem devadesátých let 20. století. Raketa systému Ataka-V byla vytvořena na základě rakety 9M114 systému Šturm-V. Ataka-V však je poháněna silnějším motorem, který umožnil prodloužit dostřel a vybavená silnější hlavicí s větší průbojností. Navíc byla vyvinuta střela 9M120F s tříštivotrhavou hlavicí.
Koncem 90. let 20. století prošly vrtulníky Mi-24V modernizací, v jejímž rámci měly integrovány nové rakety Ataka-V a Igla-V. Vrtulník s modernizovaným komplexem výzbroje byl označen Mi-24VM (exportní verze je označena Mi-35M). Podle organizace Stockholm International Peace Research Institute vyvezlo Rusko systém Ataka ATGM do Íránu, Kazachstánu a Slovinska.

## Technická data
- Délka střely: 1696 mm
- Průměr těla střely: 128 mm
- Hmotnost střely: 42,5 kg
- Účinný dostřel: minimální 400 m, maximální 6000 m
- Typ bojové hlavice: HEAT, tříštivotrhavá (střela 9M120F)